# NGC 485
NGC 485 est une galaxie spirale située dans la constellation des Poissons. NGC 485 a été découverte par l'astronome britannique John Herschel en 1828.

## Caractéristiques
Sa vitesse par rapport au fond diffus cosmologique est de 1 934 ± 22 km/s, ce qui correspond à une distance de Hubble de 28,5 ± 2,0 Mpc (∼93 millions d'al).
À ce jour, neuf mesures non basées sur le décalage vers le rouge (redshift) donnent une distance de 30,722 ± 4,909 Mpc (∼100 millions d'al), ce qui est à l'intérieur des valeurs de la distance de Hubble.
NGC 485 présente une large raie HI.

## Groupe de NGC 470
NGC 485 appartient au groupe de NGC 470 qui comprend au moins 13 galaxies. Ce groupe comprend les galaxies NGC 470, NGC 474, NGC 485, NGC 488, NGC 489, NGC 502, (NGC 516), NGC 518, NGC 520, NGC 522, NGC 524, NGC 525 et NGC 532.
Le groupe de NGC 470 devrait comprendre au moins 4 autres galaxies brillantes dans le domaine des rayons X (NGC 509, IC 101, IC 114 et CGCG 411-0458 (PGC 4994)) car elles sont dans la même région de la sphère céleste et à des distances similaires à celles du groupe.